# Бертрем (Техас)
Бертрем (англ. Bertram) — місто (англ. city) в США, в окрузі Бернет штату Техас. Населення — 1616 осіб (2020).

## Географія
Бертрем розташований за координатами 30°44′32″ пн. ш. 98°3′25″ зх. д. / 30.74222° пн. ш. 98.05694° зх. д. (30.742278, -98.057009).  За даними Бюро перепису населення США в 2010 році місто мало площу 3,21 км², уся площа — суходіл.

## Демографія
Згідно з переписом 2010 року, у місті мешкали 1353 особи в 487 домогосподарствах у складі 371 родини. Густота населення становила 421 особа/км².  Було 553 помешкання (172/км²).
Расовий склад населення:
| - 87,8 % — білих - 0,8 % — чорних або афроамериканців - 0,5 % — корінних американців - 0,1 % — вихідців з тихоокеанських островів - 8,3 % — осіб інших рас |

До двох чи більше рас належало 2,4 %. Частка іспаномовних становила 26,1 % від усіх жителів.
За віковим діапазоном населення розподілялося таким чином: 27,7 % — особи молодші 18 років, 57,4 % — особи у віці 18—64 років, 14,9 % — особи у віці 65 років та старші. Медіана віку мешканця становила 38,3 року. На 100 осіб жіночої статі у місті припадало 100,4 чоловіків;  на 100 жінок у віці від 18 років та старших — 90,3 чоловіків також старших 18 років.
Середній дохід на одне домашнє господарство  становив 56 985 доларів США (медіана — 49 079), а середній дохід на одну сім'ю — 63 269 доларів (медіана — 53 304). За межею бідності перебувало 23,9 % осіб, у тому числі 32,0 % дітей у віці до 18 років та 4,8 % осіб у віці 65 років та старших.
Цивільне працевлаштоване населення становило 649 осіб. Основні галузі зайнятості: будівництво — 20,2 %, освіта, охорона здоров'я та соціальна допомога — 18,2 %, роздрібна торгівля — 11,7 %, фінанси, страхування та нерухомість — 10,0 %.